# گولیاما برستنیتسا
گولیاما برستنیتسا (به بلغاری: Golyama Brestnitsa) یک منطقهٔ مسکونی در بلغارستان است که در شهرستان یابلانیتسا واقع شده‌است.
 گولیاما برستنیتسا ۱۹٫۲۰۲ کیلومتر مربع مساحت و ۱۴۸ نفر جمعیت دارد و ۳۵۳ متر بالاتر از سطح دریا واقع شده‌است.